# Diia Summit
Diia Summit — щорічний український захід у сфері інформаційних технологій, що проводиться у Києві з 2020 року за участю президента України. Організатором саміту виступає Міністерство цифрової трансформації України.

## Історія
Перший Diia Summit відбувся 5 жовтня 2020 року за участю президента та прем'єр-міністра України. Міністерство цифрової трансформації України на саміті презентувало оновлення мобільної програми «Дія» («Дія 2.0»). За підсумками саміту у додатку з'явилася можливість передачі копії документів по телефону, а також перегляду штрафів за порушення правил дорожнього руху та боргів у виконавчих провадженнях. Також на порталі були представлені такі нові послуги, як онлайн-версія комплексної послуги при народженні дитини «єМалятко», будівельні послуги та можливість зареєструвати ТОВ.

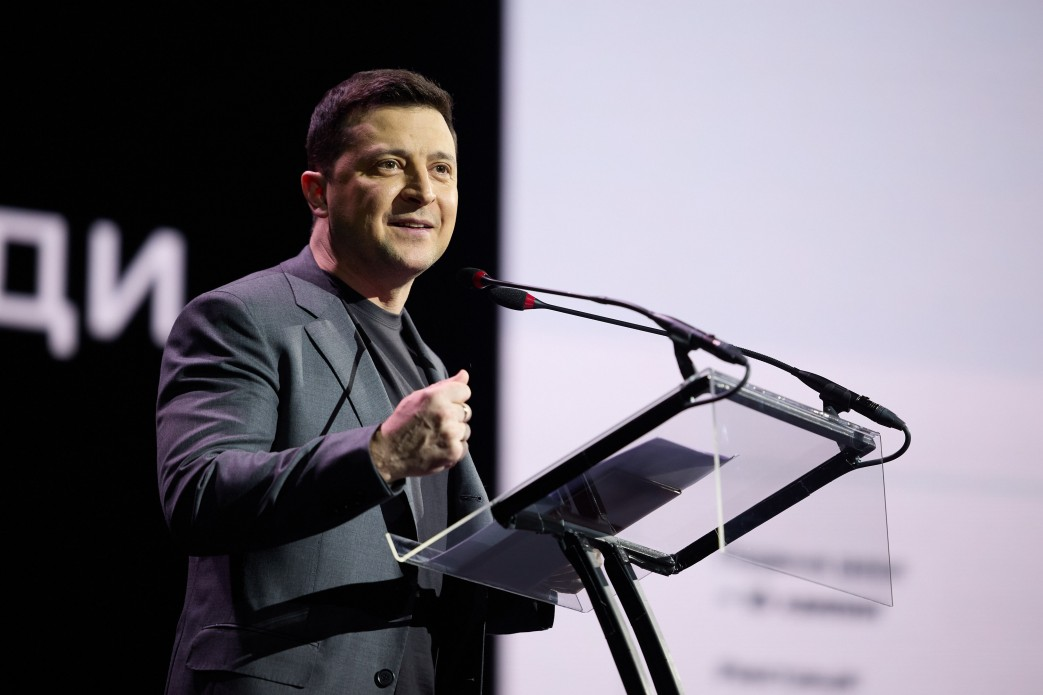
Виступ Зеленського на Diia Summit, 2022

17 травня 2021 року в рамках форуму «Україна 30. Цифровізація» відбувся другий Diia Summit («Diia Summit 2.0» або «Diia Summit Spring 2021»), на якому було представлено масштабне оновлення програми «Дія». Серед нових послуг були представлені: можливість зміни реєстрації онлайн, автоматична реєстрація ФОП, сплата податків та подання декларацій, «Дія. Підпис», авторизація за допомогою програми ID-карти до смартфону (NFC-авторизація), статичний QR-код та ін. Також на саміті президент України Зеленський оголосив, що Україна увійде в режим без паперів вже з 24 серпня 2021 року — до 30-річчя незалежності України. Президент також наголосив, що побудова цифрової держави є важливою складовою національної безпеки, а прем'єр-міністр України Денис Шмигаль наголосив на значному економічному ефекті, який має принести розвиток цифрової економіки.

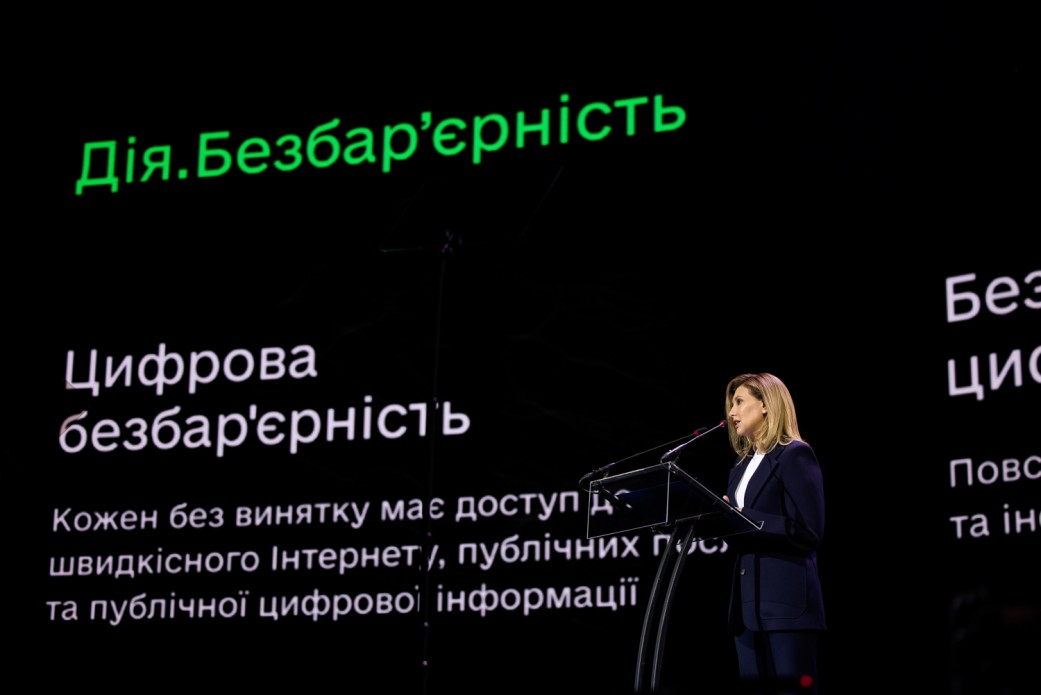
Виступ Олени Зеленської на Diia Summit, 2022

8 лютого 2022 року, у палаці «Україна» у Києві відбувся третій Diia Summit за участю президента України Володимира Зеленського, голови Верховної Ради Руслана Стефанчука, прем'єр-міністра Дениса Шмигаля, міністра внутрішніх справ Дениса Монастирського, міністра розвитку громад та територій Олексія Чернишова. Під час заходу віце-прем'єр-міністр України — міністр цифрової трансформації України Михайло Федоров разом із командою презентували нові онлайн послуги у додатку та на сайті «Дія»: декларування місця проживання, автоматичний дозвіл на будівництво, отримання довідки про несудимість, опитування, а також особливий податковий режим для IT-індустрії «Дія.City». Крім того, президент Володимир Зеленський пообіцяв роздати літнім вакцинованим людям безкоштовні смартфони.